# 勒謝科格爾山
46°57′32.5″N 10°47′28″E / 46.959028°N 10.79111°E

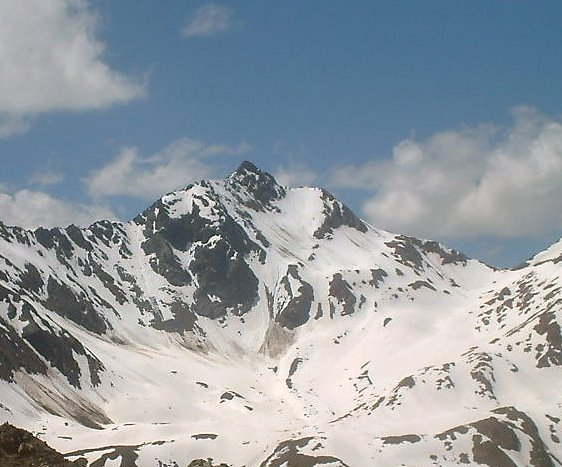

勒謝科格爾山（德語：Löcherkogel），是奧地利的山峰，位於該國西部，由蒂羅爾州負責管轄，屬於奧茨塔爾阿爾卑斯山脈的一部分，距離羅斯蒂茨科格爾山1公里，海拔高度3,324米，人類在1900年9月25日首次登頂。